# Petongtán Šinavatrová
Petongtán Šinavatrová (thajsky แพทองธาร ชินวัตร, RTGS Phaethongthan Chinnawat, IPA: [pʰɛːtʰɔːŋtʰaːn tɕʰīn.nā.wát]; * 21. srpna 1986 Bangkok), v českých médiích častěji uváděná jako Petongtán Šinavatrová, je thajská politička a podnikatelka, od srpna 2024 předsedkyně vlády Thajska. Stala se tak nejmladší osobou a druhou ženou v tomto úřadu. Je členkou Strany pro Thajce, jejíž se stala roku 2023 předsedkyní.
Pochází z politické rodiny, otec Tchaksín a teta Jínglak Šinavatrovi vykonávali funkci hlavy vlády.
Ústavní soud 1. července 2025 suspendoval Petongtán Šinavatrovou z funkce premiérky.

## Mládí a vzdělání
Narodila se 21. srpna 1986 v thajském Bangkoku. Ve svém rodném městě absolvovala soukromou nižší střední školu a soukromou katolickou střední školu. V roce 2008 získala titul bakalář v oboru politologie, sociologie a antropologie na Čulálongkónově univerzitě. Ve studiu pokračovala na univerzitě v Surrey, kde získala titul Master of Science v oboru mezinárodní hotelový management.

## Podnikatelská kariéra
Je ředitelkou nadace Thaicom a vlastní největší podíl na společnosti SC Asset Corporation. V roce 2022 dosahoval její majetek hodnoty přibližně 68 miliard thajských bahtů (2 miliardy dolarů).

## Politická kariéra
Poté, co byl Settchá Tcháwísín 14. srpna 2024 ústavním soudem odvolán z funkce předsedy vlády, byla Čchinnawat nominována Stranou pro Thajce za jeho nástupce. Její nominace byla schválena parlamentem 16. srpna.

## Politické názory
Podporuje práva LGBT a v roce 2023 se zúčastnila Bangkok Pride Parade. Mimo jiné podporuje přepsání ústavy a zrušení branné povinnosti. Je proti změně zákonů týkajících se urážky majestátu.
Před volbami uvedla, že nesestaví vládu se stranami napojenými na armádu, jako je Sjednocený thajský národ a Pcháláng Práčchárat. I přes tento slib se ve vládě obě strany nachází, což vedlo ke kritice.